# Sebastian Gutzwiller

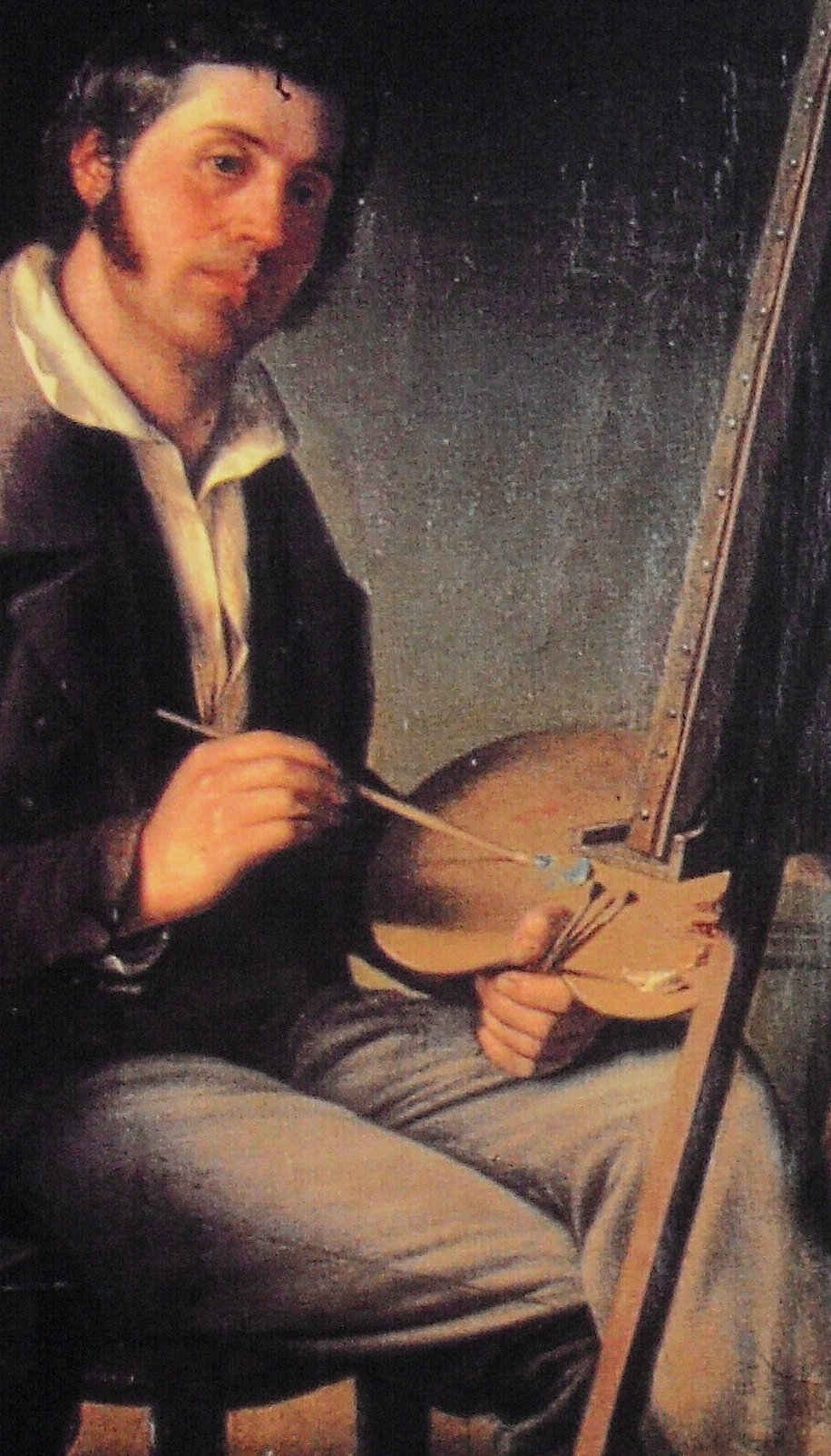
Selbstporträt, 1838

Sebastian Gutzwiller (französisch Sébastien Gutzwiller, * 1. November 1798 in Uffheim bei Sierentz; † 20. Oktober 1872 in Basel) war ein Elsässer Maler.

## Leben

### Jugend- und Wanderjahre
Sebastian Gutzwiller wurde am 1. November 1798 in Uffheim bei Sierentz geboren, als Sohn des Sebastian Gutzwiller, Ölmacher, und seiner Frau Catherine Bacher. Über seine Jugendzeit und seine Ausbildung ist nichts Genaues bekannt, da schriftliche Quellen fehlen.
Aus dem Jahre 1815 stammen die ersten bekannten Bilder: die Bildnisse seiner Patin Adelgonde und seines Paten Jacques Haaby, Müller in Uffheim. In den folgenden Jahren war Gutzwiller auf Wanderschaft, nach einem Nachruf in den «Basler Nachrichten» vom 28. November 1872 und nach dem Artikel von Daniel Burckhardt-Werthemann im «Schweizerischen Künstlerlexikon», der offenbar auf mündlicher Mitteilung zweier Töchter Gutzwillers beruht. Der junge Maler soll sich «in Paris an der Kunstakademie» aufgehalten haben, wo er das Restaurieren erlernt und sich im Porträtieren weitergebildet habe, und sei danach nach Rouen, Le Havre, Marseille gereist. In keiner dieser Städte hat sich bisher sein Leben oder Wirken nachweisen lassen. In den Akten der Ecole des Beaux-Arts ist kein Dossier über ihn zu finden; die Municipal- und Departements-Archive wissen von keinem Aufenthalt, in den Museen wird kein Werk von ihm aufbewahrt – sechs Jahre seines Lebens entziehen sich allen Nachforschungen. So muss man annehmen, dass er sich als Gehilfe in privaten Ateliers, vielleicht bei Lehrern der Ecole des Beaux-Arts, weitergebildet hat. Die Produktion dieser Jahre ist Gebrauchskunst gewesen, die mit den Auftraggebern, «kleinen Leuten», verschwunden ist.

### Heirat und Niederlassung in Basel

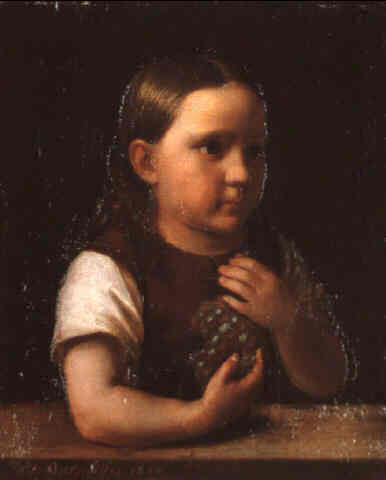
Bildnis eines Mädchens mit Trauben, 1835.

Im Jahre 1821 ist Sebastian Gutzwiller wieder in den Akten erfasst. Er ist ins Elsass zurückgekehrt und verheiratet sich am 29. März mit Caroline Grumler in Mülhausen. Am 23. April 1823 wird die erste Tochter Charlotte Marguerite geboren, offenbar in Mülhausen; 1830 folgt Caroline. Wo und wovon die junge Familie gelebt hat, ist nicht bekannt. Gutzwiller scheint in dieser Zeit Beziehungen zur nahen Stadt Basel aufgebaut zu haben; am 22. April 1833 lässt sich Gutzwiller «als Kunstmaler bei H. Lamy» nieder. Am 4. Februar 1833, kurz vor der Niederlassung der Familie in Basel, wird Karl geboren. Der kleine Karl wird im Basler Münster getauft, ebenso die 1834 geborene Sophie und die 1835 geborene Constantia Amalia, Amalie genannt. 1837 folgt die jüngste Tochter Henriette; sie wird in der Leonhardskirche getauft und stirbt schon 1844. Interessant ist, dass der katholische Gutzwiller zumindest seine in Basel geborenen Kinder reformiert taufen ließ. Dies war nicht nur eine Anpassung an die neue Umgebung; auch seine Frau war reformiert.
Aus den folgenden Jahren sind einige Porträts in Öl und drei Lithographien bekannt; sie befinden sich im Historischen Museum und im Kunstmuseum Basel. Aus Gutzwillers Schaffen in den 30er Jahren haben sich jedoch vor allem Kirchenbilder erhalten. Im Elsass wurden in diesen Jahren viele Kirchen erweitert, neu gebaut oder renoviert und bei dieser Gelegenheit mit neuen Altarbildern ausgestattet. Die ersten heute bekannten Aufträge für Altarbilder erhielt Gutzwiller von der Kirche seines Heimatdorfes Uffheim: einen St. Michael für den Hochaltar sowie eine Immaculata für den linken Seitenaltar. Sicher kam ihm seine Ausbildung oder Tätigkeit als Kopist zustatten. Das Ergebnis scheint die Auftraggeber befriedigt zu haben, und es folgten über zehn weitere Aufträge für Altarbilder im Elsass, der größte Teil davon sogar erst nach seiner Niederlassung in Basel. Diese Aufträge bildeten eine sichere Einnahmequelle in einer Zeit, als seine Familie schnell wuchs.
Aus der Zeit um 1840 stammt ein Ölbild, das sich in Privatbesitz befindet, eine Arbeit, die zeigt, dass Gutzwiller sich vom volkstümlichen Maler seiner Jugendzeit zu einem soliden und angesehenen Porträtisten entwickelt hat. Wir kennen die Namen der Dargestellten nicht: Eine junge Frau mit einem Kind und einem Hündchen lehnt sich an ein Tafelklavier. Sie richtet ihre hellen Augen aufmerksam auf den Betrachter, lächelt leicht. Sie trägt festliche Kleidung und Goldschmuck – Gelegenheit für den Maler, seine handwerklichen Fähigkeiten zu zeigen: Seide, Pelz, Rüschen, Gold sind in ihrer Stofflichkeit eingefangen. Rechts neben der Frau, links vom Betrachter aus, sitzt ein ungefähr sechsjähriges Kind mit einem fein modellierten Gesicht in zarten Farben. Es blickt ohne ein Lächeln aus dem Bild und hält einen kleinen Hund auf dem Schoss. Gutzwiller stellt ein stimmiges Interieur zusammen, in dem die einzelnen Teile – das Klavier mit dem offenen Notenheft, die Stiche an der Wand, der geraffte Vorhang mit fein gearbeiteten Spitzen, die Tapete – und das Ganze zur Charakterisierung der abgebildeten Menschen arrangiert ist. Alles atmet solide Bürgerlichkeit, aber auch Liebe zur Kunst – kurz: biedermeierliche Ordnung. Perspektivische Unzulänglichkeiten übersieht man der ausgeglichenen Farbigkeit und der Atmosphäre des Bildes wegen.

### Das Altarbild der Stadtkirche St. Martin in Olten
Gutzwiller hatte sich in Basel einen gewissen Namen gemacht. Offensichtlich wurde er nun auch außerhalb des Elsass und der Region Basel zur Kenntnis genommen. Aus dem Jahr 1841 kennen wir das Familienporträt Munzinger aus Olten. Etwas später erhielt er den Auftrag, das von Martin Disteli entworfene Altarbild in der Stadtkirche St. Martin auszuführen.
Die Geschichte dieses Altarbildes ist ziemlich verworren und nicht ohne Tragik. In den Oltner Neujahrsblättern 1999 wurde sie ausführlich dargelegt. Sebastian Gutzwiller ist zwar «nur» Ausführender dieses Werks, aber sein Name wird in diesem Zusammenhang schon früh genannt. Die Quellen sind einzigartig, denn bisher ist kein Werk Gutzwillers bekannt, zu dessen Entstehungsgeschichte schriftliche Quellen erhalten geblieben sind. Die konkreten Angaben über sein Wirken sind ein Nebenprodukt der guten Quellenlage zu Disteli.
Eine Oltner Bürgerin hatte 1842 testamentarisch einen Betrag für ein Hauptaltargemälde, einen heiligen Martin, in der Stadtkirche St. Martin vermacht. Eine Altarkommission wurde eingesetzt; sie wollte den Auftrag an den berühmten Mitbürger Martin Disteli geben und bat ihn, eine Skizze vorzulegen. Disteli war hocherfreut über die Anfrage und war stolz, von seiner Heimatstadt einen so wichtigen Auftrag zu erhalten. Er hatte schon früher Altarbilder für die Kirche der Nachbargemeinde Kappel gemalt, ohne seine unerbittlich antiklerikale Haltung aufzugeben. Besonders willkommen war ihm die Anfrage, weil er wegen seiner radikalen Publikationen in große Geldnot geraten war.
Disteli legte nicht die gewünschte Skizze eines Heiligen Martin vor, sondern eine Kreuzabnahme – ein solches Bild hatte er schon für Kappel gemalt. Damit begann ein Streit zwischen dem Künstler und der Behörde, der 1843 darin gipfelte, dass die Behörde das Altarbild öffentlich ausschrieb.
Unter den Künstlern, die sich um die Ausführung des Auftrages bewarben, befand sich nach Dietschi [1920] unter anderen Sebastian Gutzwiller. Dieser habe einen Kupferstich von Cornelius’ «Jüngstem Gericht» von 1840 in der Ludwigskirche München beigelegt und sich anerboten, vor Ort eine Kopie anzufertigen. Leider lassen sich die Quellen, die Dietschi benutzt hat, nicht mehr auffinden; wenn wir ihm Glauben schenken dürfen, sind zwei Fakten interessant: Gutzwiller schlägt eine Kopie vor, und zwar eine nach dem neuesten, berühmten nazarenischen Fresko in München; er zeigt damit, dass er die Entwicklungen der Kunst mitverfolgt. Und: Gutzwiller bringt das Thema des «Jüngsten Gerichtes» auf, ein Sujet, von dem vorher nie die Rede war, das aber schließlich verwirklicht wurde.
Dank der Beharrlichkeit eines Kommissionsmitglieds und Freundes Distelis ging der Auftrag doch an Disteli. Am 12. März 1843 wurde der außerordentlichen Gemeindeversammlung das «Project eines Vertrages» der Gemeinde Olten mit Disteli vorgelegt; der Vertrag wurde genehmigt. In unserem Zusammenhang ist der Artikel IX interessant: «Für diese Kunst-Arbeit bezahlt die Gemeinde dem Herren Disteli […] eine Summe von Fr. 2800.–. In dieser Summe ist aber auch das Honorar inbegriffen, das Hr: Disteli an Hr: Gutzwyler [sic] in Basel, welchen er auf sein eigenes Anerbieten zur Aushülfe im Ausmalen beizuziehen sich anheischig gemacht.» [Kunstmuseum Olten]. Der Passus ist sprachlich schwerfällig und fehlerhaft formuliert. Doch die Bedeutung ist klar: Disteli hat sich verpflichtet, den Maler Gutzwyler bzw. Gutzwiller als «Aushülfe im Ausmalen» beizuziehen. Sicher ist, dass damit handwerkliche Qualität und termingerechte Fertigstellung garantiert waren.
Disteli konnte noch den Entwurf vorlegen; er gefiel allseits. Die Ausführung wurde nochmals verzögert durch neue Auseinandersetzungen des Künstlers mit der Behörde, diesmal wegen Geldfragen. Dieses Zerwürfnis konnte im Herbst beigelegt werden, doch die Ausführung des Bildes musste auf den Frühling verlegt werden. Im März 1844 starb Disteli, erst 42-jährig. Kurz darauf wurde die «vorhandene Hauptzeichnung» in der Kirche aufgehängt. «Mittlerweile wurde Herr Kunstmaler Gutzwyler in Basel, der sich neuerdings um die Ausführung beworben, eingeladen, die aufgehängte Zeichnung anzusehen, um daraufhin mit der Kommission zu unterhandeln. Derselbe erschien hierauf am 20. dies., untersuchte die Zeichnung und erklärte sich bereit, dieselbe auszumalen».
Das von Sebastian Gutzwiller gemalte Bild unterscheidet sich in einigen Details von den Entwürfen Distelis. Es wirkt weniger eigenständig und genialisch als der Entwurf, sondern konventionell und akademisch, in Details genrehaft. Gutzwiller vergrößert die Zahl der Heiligen und Seligen links und rechts von Christus, er lässt Putten schweben, er fügt eine betende Madonna zwischen Christus und Johannes ein und markiert den Übergang zwischen Himmel und Erde mit einem zweiten Engel. Er bekleidet die Nackten und Halbnackten. Interessant ist die Behandlung der Gesichter: Die Geretteten haben nazarenisch-liebliche Gesichter, die Verdammten wirken ausgeprägt individualisiert.
Das Oltner Jüngste Gericht gehört zu den wichtigeren Kirchengemälden der Schweiz dieser Zeit. Distelis virtuoser, kraftvoller Entwurf und Gutzwillers nazarenisches Verständnis der Kirchenmalerei, aber auch seine handwerkliche Erfahrung in der Ölmalerei haben sich zu einem eindrücklichen Werk verbunden.

### Das Basler „Familienkonzert“

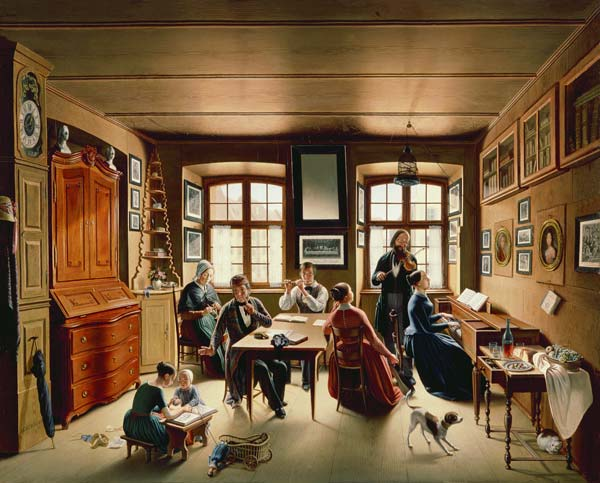
Sebastian Gutzwiller: Basler Familienkonzert, 1849

Einen Höhepunkt in Gutzwillers Schaffen bildet das häufig abgebildete «Familienkonzert» von 1849. Es ist das wohl bekannteste Werk Gutzwillers, jedenfalls in der Schweiz; es gilt «als Inbegriff baslerischer Wohnstubenidylle der ausgehenden Biedermeierzeit» [von Roda 1989]. Man weiß nicht genau, ob das Musizieren einer bestimmten Familie dargestellt ist. Eine häufig vertretene Vermutung sieht in den dargestellten Personen Gutzwillers eigene Familie. Dagegen sprechen allerdings Anzahl, Alter und Geschlecht der Personen: Im Jahr 1849 hätte die Familie Gutzwiller aus vier Töchtern und einem Sohn bestanden; die beiden Jüngsten hätten 13 und 14 Jahre gezählt. Die Beliebtheit dieses Bildes nährt sich unter anderem mit aus dieser Ungewissheit, wer die dargestellte Familie sei. Es ist aber auch sehr anziehend in seiner einfachen, fast naiven Komposition und seiner warmen Farbigkeit; es zeigt eine überschaubare, friedliche Welt. Darüber hinaus ist es wegen seiner Detailgenauigkeit eine Bildquelle zu sozial- und kulturgeschichtlichen Fragen.

### Restaurierungstätigkeit im Alter
Nach den beiden ältesten biografischen Berichten hat Gutzwiller in Paris das Restaurieren erlernt. Einem undatierten Zeitungsbericht von E. Maior zufolge hat Gutzwiller im Jahre 1842 die von Hans Holbein dem Jüngeren bemalten Orgelflügel aus dem Basler Münster restauriert; in diesem Artikel wird Gutzwillers Arbeit als «grob», ja «herzlos» bezeichnet. Dies ist der erste Restaurierungsauftrag, der für Basel bezeugt ist; weitere folgen ab 1849 im Auftrag des Kunstvereins. Auf den erhaltenen Quittungen sind nur summarische Angaben enthalten wie z. B. 36 «gefirniste geputzte und theils restaurierte Bilder», «Retouche», «Reparation». Eine Rechnung für «Restauration holbeinisches Gemälde» über Fr. 20.– ist das letzte Zeugnis für eine restauratorische Tätigkeit Gutzwillers (24. Dezember 1870).
Ein Bildnis aus dem Jahre 1858 ist das letzte Werk Gutzwillers, das sich erhalten hat: Das Bildnis der Sophie Singeisen, geb. 1842, die auf dem Porträt als 16-Jährige bezeichnet wird; das Bild muss also um 1858 entstanden sein (Hist. Museum Basel).
Sebastian Gutzwiller stirbt am 20. Oktober 1872 in seiner Wohnung an der Hammerstraße 24, nach einer anderen Quelle im Spital. Zwei Tage später wird er auf dem Theodorsfriedhof in Kleinbasel beerdigt. Am 30. Oktober einigten sich die sieben Erben – Ehefrau, Sohn, die verheiratete Tochter mit ihrem Mann und die drei ledigen Töchter – auf den Verzicht eines Inventars. Da sie alle offensichtlich harmonisch im Haus des Schwiegersohnes Effinger an der Hammerstraße 24 zusammenlebten, war es überflüssig.

## Würdigung
Gutzwiller war ein solider Handwerker, von dem einige Werke überlebt haben, die sehr geschätzt werden: ein paar Porträts aus den Basler Museen, das Familienkonzert, das Jüngste Gericht in Olten.
In seinem Schaffen lassen sich aufgrund der erhaltenen Werke drei Schwerpunkte erkennen: die Porträt- und Genremalerei, die von 1815 bis 1858, also von der frühen Jugend bis ins spätere Erwachsenenalter sicher belegt ist, die Kirchenmalerei, für die wir sichere Belege zwischen 1831 und 1845 haben und schließlich die Restaurationstätigkeit, mit Belegen von 1842 bis 1870. Gutzwiller hat sich, wenn wir diese Schwerpunkte auch zeitlich als repräsentativ annehmen dürfen, damit auch an der Nachfrage orientiert: Vor der Erfindung der Photographie war die Porträtmalerei eine gefragte Fertigkeit, auch in ländlichen oder kleinbürgerlichen Schichten; nach 1860 ging die Nachfrage zurück. Die Kirchenmalerei spielte in den dreißiger Jahren eine große Rolle, als die Kirchenbautätigkeit im Elsass sehr lebhaft war. Und in den vierziger Jahren nahm allgemein das Interesse an alter Kunst zu, eine Folge davon waren die Restaurationsaufträge des Kunstvereins.
In der Porträtmalerei seiner mittleren Jahre schätzte man seinen Sinn für Interieurs, seine Liebe zum Detail, seine handwerklichen Fertigkeiten in den Bereichen der Stofflichkeit und der Farbe.
Die Kirchenmalerei ist konventionell, mit Ausnahme des Oltner Jüngsten Gerichts, das die mittelalterliche Bildidee individualisiert. Allerdings stammt der Entwurf, wie oben erwähnt, von Martin Disteli.
Über die Restaurationstätigkeit ist wenig bekannt. Gutzwillers technische Fertigkeiten im Umgang mit Material sind unbestritten, und seine Liebe zum Detail müsste Gewähr geboten haben für saubere, zurückhaltende Arbeit.